# Fidalgo
Il termine fidalgo sta a indicare un titolo tradizionale in uso in Portogallo (e successivamente in Brasile) per riferirsi a un membro della nobiltà titolata o no.
Contrariamente a quanto si possa supporre, la parola portoghese fidalgo ("filho de algo") non ha lo stesso significato del castigliano hidalgo ("hijo de algo"). In Castiglia, l'hidalgo era un grado minore della nobiltà. Al contrario, in Portogallo la fidalgo si mantenne come un grado superiore dell'aristocrazia lusitana, superata solo in nobiltà distinta o principale dai fidalgos scelti dalla Casa Reale per beneficiare di certi titoli portoghesi: i Consiglieri di Sua Maestà Fidelísima e i Ministri di Stato.
Tra i fidalgos portoghesi, alcuni erano nominati direttamente dalla Casa Reale da Alfonso V. Si trattava dei suoi maggiordomi e servitori diretti, sebbene ce ne fossero di altri grandi casati, come quelli di Braganza, Vila Real, Caminha, ecc. Il re stabiliva gradi di distinzione e di valore di pagamento per la tença, per iscritto, consuetudine imitata dalla Casa Ducale borgognona di Braganza per i suoi fidalgos prima di salire al trono nel 1640.
Più tardi, l'uso stabilì la differenza tra i fidalgos di servizio effettivo alla Corte, a fianco del re, chiamati fidalgo com exercício, e tutti gli altri che ricevevano solo gli onori e le tenças, senza potere entrare liberamente nel Paço (Palazzo Reale, ma solo quando il re del Portogallo era ivi presente. Durante il viaggio, qualunque casa dove il re dormiva era o Paço)
In ordine di importanza, i gradi tra i Fidalgos da Casa Real, imitati dalle altre grandi case, erano, per quanto riguarda la prima classe, quelli di:
- Fidalgo Cavaleiro da Casa Real,
- Fidalgo Escudeiro da Casa Real, e
- Moço Fidalgo da Casa Real.
- Fidalgo Capelão (per gli ecclesiastici)
Quelli della seconda categoria erano chiamati:
- Cavaleiro Fidalgo da Casa Real,
- Escudeiro Fidalgo da Casa Real, e
- Moço da Câmara.
Al di fuori della Casa Real, c'erano anche i Fidalgos de Solar Conhecido, con privilegi giuridici a sé stanti, con diritto all'uso esclusivo del blasone della loro chefia o chefias familiari, dato che erano anche considerati legalmente capi di un lignaggio nobile, e la loro casa era il solar o la sede di questi lignaggi; da parte loro, i Fidalgos de Cota de Armas, erano la via di accesso alla fidalguia per decreto reale, e avevano diritto a ricevere un blasone per uso personale, potendolo trasmettere a tutta la loro discendenza.
Nella fidalguia generalmente si entrava dai gradi inferiori dell'ordine al quale già appartenevano i padri o nonni del nuovo fidalgo, e si saliva gradualmente, sebbene a volte si ascendeva a un ordine superiore in base ai servizi prestati al Re o alla Corona del Portogallo. Anche alcuni stranieri erano ingraziati con alcuni di questi statuti (foros) della Casa Reale, o delle Case Ducali, come forma di ricompensa, di prestigio, o di ascendenza nella corte portoghese, totalmente gerarchizzata e centralizzata da Dom João II (Giovanni II), a metà del secolo XV.
Il titolo venne abolito dopo il rovesciamento della Monarchia nel 1910.

## Origini ed etimologia
Fidalgo ha le stesse radici etimologiche e storiche della sua parola imparentata spagnola, hidalgo. Il termine è un calco delle espressioni arabe che usano ibn ("figlio") o bint ("figlia") insieme a un sostantivo per descrivere qualcuno. Anche se la parola algo generalmente significa "qualcosa", in questa espressione sta a indicare in modo specifico i "ricchi" o la "ricchezza"; quindi, originariamente era sinonimo di rico homem (letteralmente "uomo ricco").
Ancora nel regno di Afonso III (1248–1279), il quale aveva completato la conquista dell'Algarve, la nobilità non era così differenziata come lo sarebbe stata successivamente. Tutti i nobili, che fossero grandi proprietari terrieri, erano semplicemente definiti proprio con due sinonimi, fidalgo o ricos homens. Originariamente rico homem si riferiva ai doveri amministrativi affidati a un nobile e fidalgo allo status ereditato di nobiltà, o in un linguaggio più antico, alla "nobiltà di sangue." Al di sotto dei ricos homens vi era una categoria discendente di loro vassalli: gli infanções, i cavalieri (cavaleiros) e gli scudieri (escudeiros). Fu durante il regno di Giovanni I (1385–1433) che i termini rico homem e fidalgo vennero ad acquisire i loro significati definitivi. Poiché gran parte dei nobili non si erano schierati a favore di Giovanni I nella crisi del 1383–1385 e nella successiva guerra contro Castiglia, essi persero le loro terre una volta che il nuovo re si assicurò il suo diritto al trono. La vecchia nobiltà venne sostituita da Giovanni I con una nuova, prelevata da famiglie precedentemente non nobili, modellata sul sistema inglese. Il termine fidalgo venne così ad essere applicato a una categoria analoga a quella del "gentleman" inglese All'inizio del XV secolo il termine infanção cadde in disuso e il termine cavaliere venne applicato a coloro che si trovavano al di sotto del rango dei ricos homens. Il fidalgo, nell'accezione di qualcuno che aveva nobiltà ereditata, inizia a porsi in rilievo allorché viene a differenziare gli antichi cavalieri dalla crescente borghesia che stava sempre più guadagnando accesso alla dignità di cavaliere attraverso la sua "capacità" al servizio dello stato.